# Ерік-Ян Цюрхер
Ерік-Ян Цюрхер (нід. Erik-Jan Zürcher; нар. 15 березня 1953, Лейден) — нідерландський тюрколог. З 1997 року викладає тюркологію у Лейденському університеті. У 2008—2012 роках обіймав посаду директора Міжнародного інституту соціальної історії. Його робота «Туреччина: сучасна історія» вважається стандартом. Знаний своїми частими коментарями щодо становища сучасної Туреччини.

## Біографія
Народився 15 березня 1953 року у Лейдені. Єдина дитина китаєзнавця Еріка Цюрхера (1928—2008). 1974 року здобув ступінь бакалавра в галузі тюркології в Лейденському університеті. Через три роки здобув ступінь магістра. 1984 року здобув ступінь доктора філософії в Лейденському університеті.
У 1977—1989 роках викладав турецьку та перську мови в Університеті Наймегену. Потім викладав там сучасну історію. У 1990—1999 роках працював у Міжнародному інституті соціальної історії. У 1993—1997 роках викладав соціальну історію Близького Сходу в Амстердамському університеті. Отримав посаду викладача тюркології в Лейденському університеті.
У період з квітня 2008 року по листопад 2012 року обіймав посаду директора Міжнародного інституту соціальної історії.

## Нагороди та звання
2005 року нагороджений міністерством закордонних справ Туреччини медаллю за особливі заслуги. Нагороду вручав міністр закордонних справ Туреччини Абдулла Гюль. У травні 2016 року повернув нагороду, назвавши як причину «диктаторське зловживання владою» урядом Реджепа Ердогана.
2008 року обраний членом Нідерландської королівської академії наук.

## Погляди
На думку Цюрхера, в уряді Туреччини існує тенденція ностальгії за часами Османської імперії. За словами Цюрхера, коли Реджеп Ердоган малює образ майбутньої сильної Туреччини, він проводить паралель з Османською імперією.
Цюрхер був прихильником вступу Туреччини до Євросоюзу, але 2012 року заявив, що перспектива вступу Туреччини була втрачена політично як Туреччиною, так і ЄС. 2016 року також заявив, що очікуваного наближення Туреччини до демократичних стандартів і створення там правової держави не відбулося, тому Туреччина не може стати членом ЄС.
Коментуючи спробу державного перевороту, що сталася в Туреччині 2016 року, Цюрхер заявив, що вкрай малоймовірно, що за переворотом стояв рух Гюлена. Він також додав, що Ердоган скористався ситуацією, щоб позбутися опонентів, навівши як приклад видані після спроби перевороту ордера на арешт близько трьох тисяч суддів.

## Праці
- The Unionist Factor. The Role of the Committee of Union and Progress in the Turkish National Movement (1905—1926), Leiden: Brill, 1984
- Political Opposition в Early Turkish Republic. The Progressive Republican Party (1924—1925), Leiden: Brill, 1991
- Turkey: Modern History, London: I. B. Tauris, 1993
- The Young Turk Legacy and Nation Building, London: I. B. Tauris, 2010